# Buzdygan

Buzdygan (XVI w.)

Buzdygan (węg. bozdogan - pałka, tur. – maczuga) – jednoręczna broń obuchowa pochodzenia wschodniego, składająca się ze styliska zakończonego głowicą wyposażoną w szereg wypustek - tzw. piór.
Metalowa głowica buzdyganu osadzona była na trzonku (stylisku) o długości ok. 60 cm. Trzonek wykonywany był z drewna, okuty blachą bądź całkowicie metalowy (w niektórych przypadkach z ukrytym wewnątrz sztyletem - odmiana perska). Metalowa głowica wyposażona była w pióra (najczęściej od 6 do 8, rzadziej w większej ilości) promieniście rozchodzące się od drzewca. Pióra w jej formie bojowej miały kształt trójkątny lub trapezowy, zwężający się ku dołowi. W wersji paradnej pióra bywały zaokrąglone, obite srebrną lub złotą blachą, niekiedy wysadzane klejnotami.
Liczne odmiany buzdyganu można było spotkać na obszarze od Chin do Europy. W Europie były popularną bronią od X do XV w., używane zarówno przez piechotę, jak i jazdę. Na Rusi buzdygan znany był również jako sześciopiór. W Polsce od XVI do XVIII wieku stanowił oznakę władzy oficerskiej w kawalerii narodowego autoramentu (wśród rotmistrzów, pułkowników, poruczników i chorążych).
Współcześnie wręczany w Wojsku Polskim nowo mianowanym generałom przez Ministra Obrony Narodowej. 
Wykorzystywano je także w Ameryce Południowej, między innymi w Państwie Inków.
Od 1992 roku czasopismo Polska Zbrojna przyznaje raz w roku nagrodę Buzdygany dla wyróżniających się osób, związanym z obronnością – oficerom, politykom, dziennikarzom i przemysłowcom, wszystkim tym, którzy twórczo zmieniają otaczającą ich rzeczywistość, przyczyniając się do rozwoju Wojska Polskiego i wzrostu obronności.

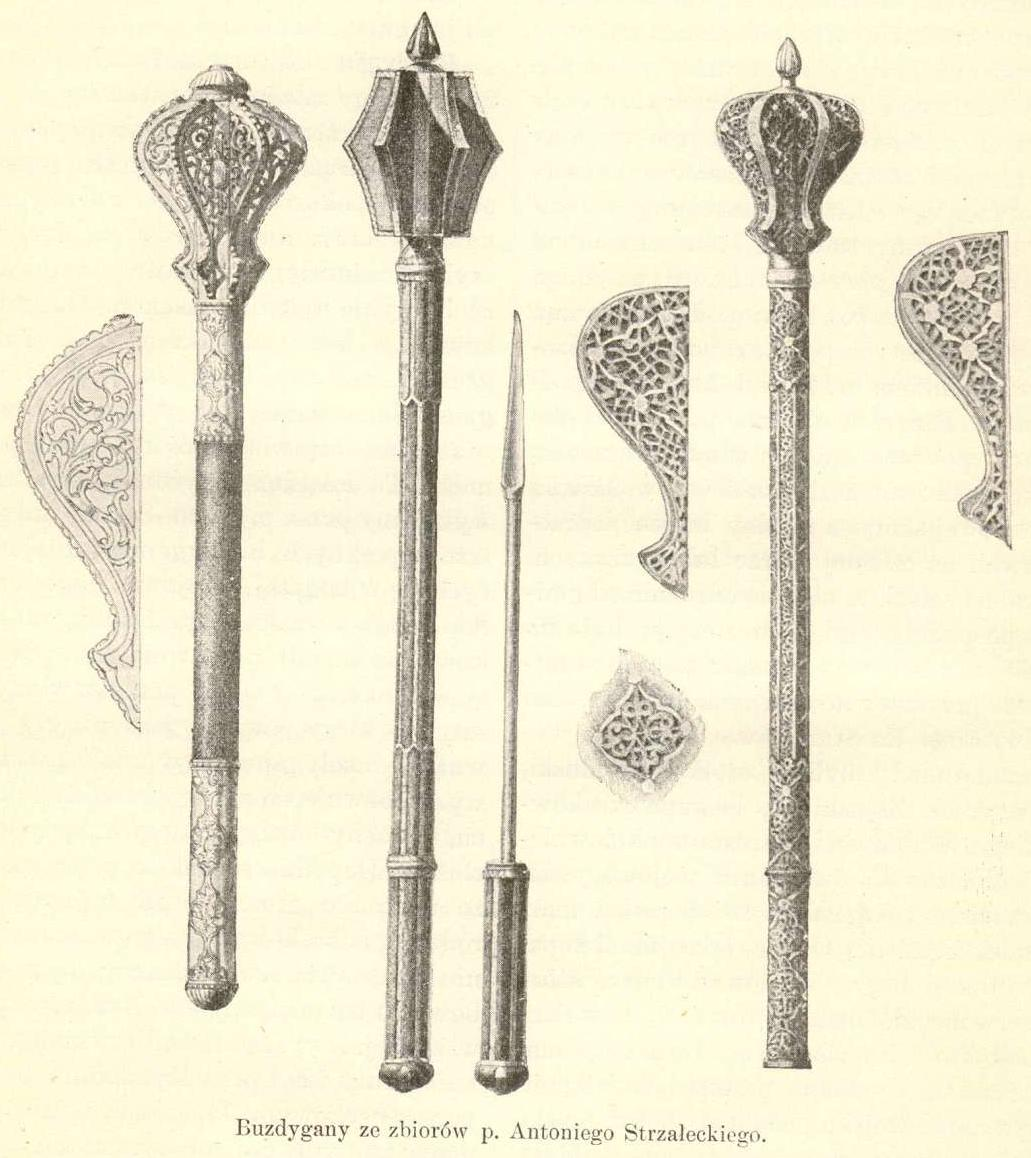
Ilustracje buzdyganów z Encyklopedii staropolskiej.
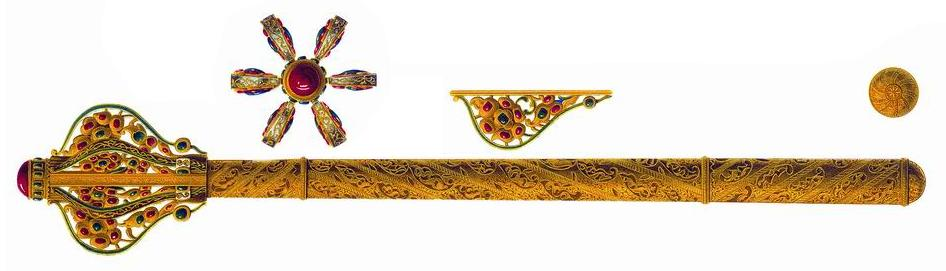
Ruski buzdygan sześciopiór.
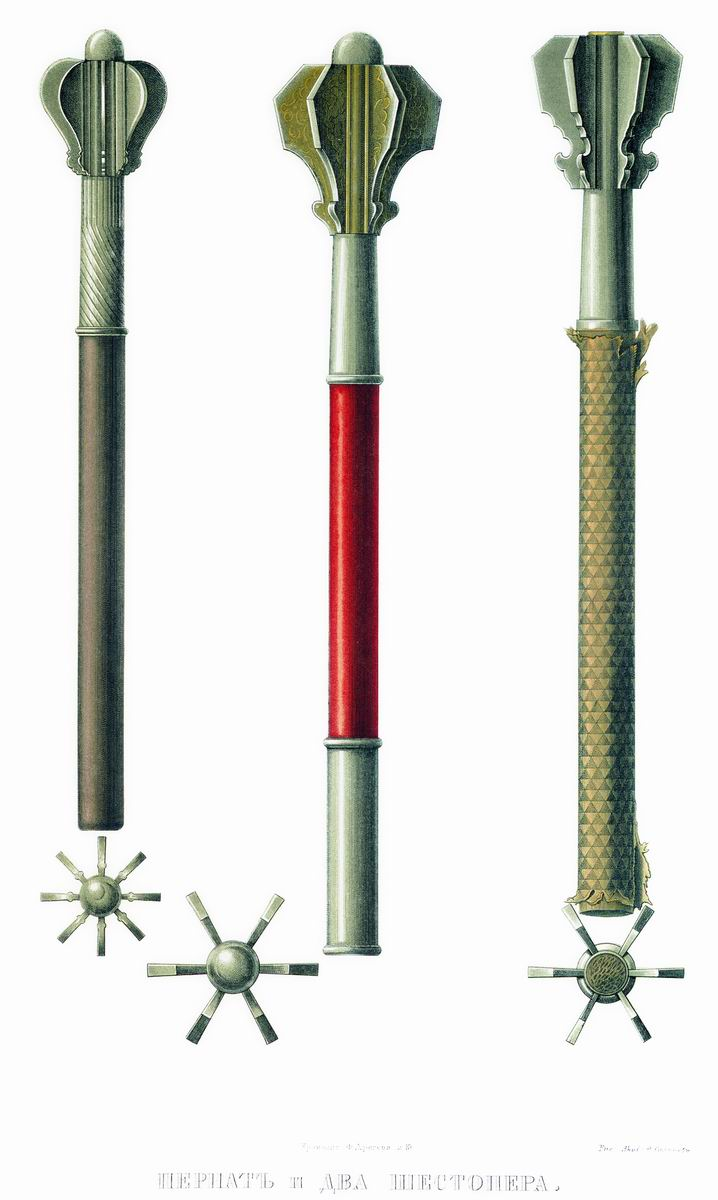
Piernacz i dwa buzdygany sześciopióry.
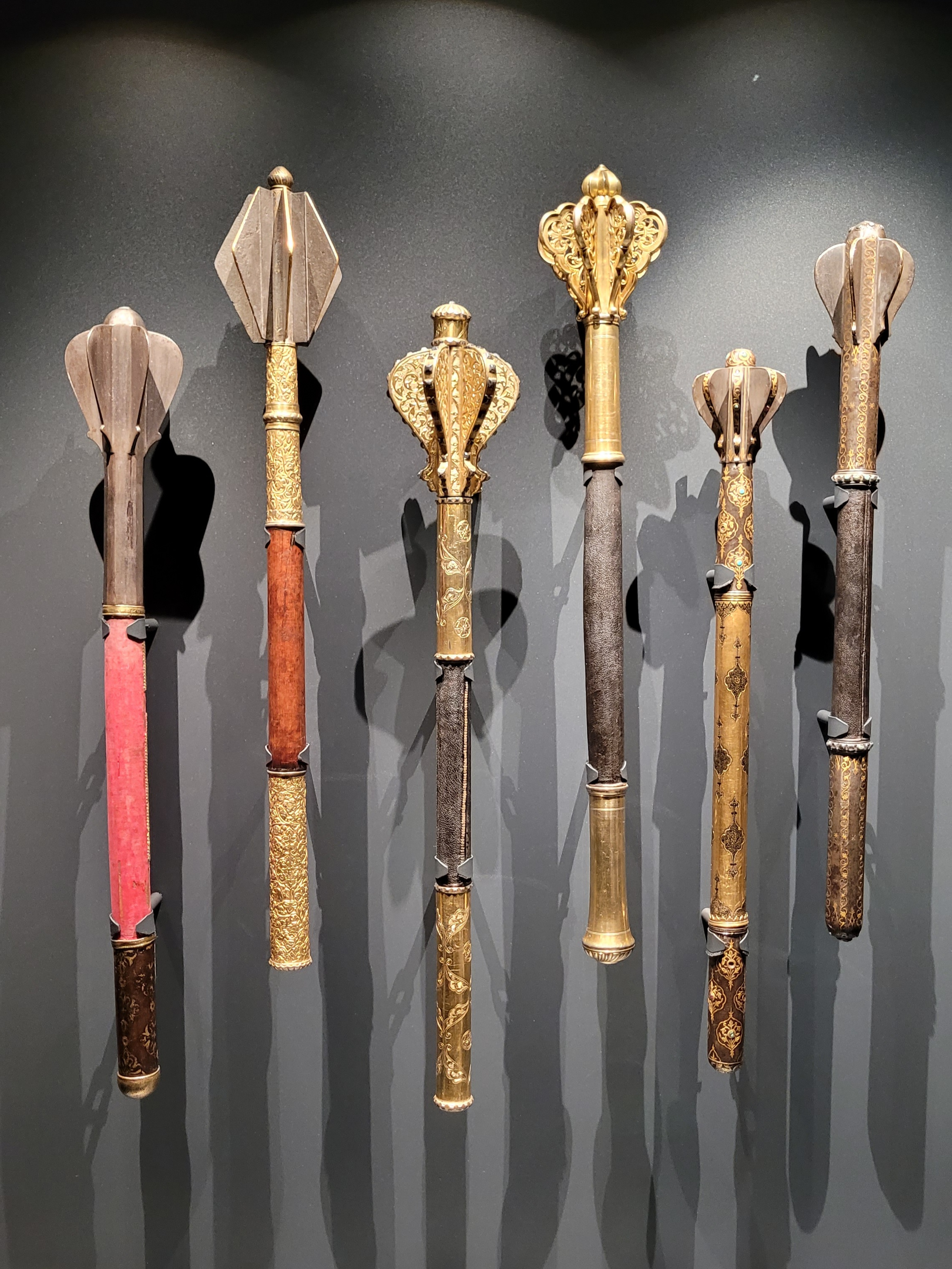
Buzdygany z XVI, XVII i XVIII wieku